# بچاچره سفلی
بچاچره سفلی، روستایی از توابع بخش اروندکنار شهرستان آبادان در استان خوزستان ایران است.

## جمعیت
این روستا در دهستان نوآباد  قرار دارد و براساس سرشماری عمومی نفوس و مسکن (۱۳۹۵) ، جمعیت آن ۲۰ نفر (۶ خانوار) بوده‌است.